# アルト・サクソフォーンと弦楽オーケストラのための協奏曲
アルト・サクソフォーンと弦楽オーケストラのための協奏曲（アルト・サクソフォーンとげんがくオーケストラのためのきょうそうきょく、仏: Concerto en mi bémol pour saxophone alto et orchestre à cordes）作品109は、ロシアの作曲家アレクサンドル・グラズノフによるアルト・サクソフォーンと弦楽オーケストラのための協奏曲。登場年代が新しく、古典派・ロマン派の作品に恵まれないサクソフォーンにとって貴重なレパートリーである。

## 概要
早熟の天才として知られたグラズノフだが、1900年代初頭を境に急速に創作意欲が衰え、ロシア革命を経てのパリ亡命後はその傾向が著しい。しかしながら、それでも作曲活動は中断されることなく続き、死去前年の1935年のオルガン独奏曲『怒りの日による幻想曲』作品110まで作品リストは続いている。
この異色の作品も、そうした最晩年に属する作品である。109という作品番号は1932年に作曲されたサクソフォーン四重奏曲にも割り当てられているが、この四重奏曲のパリでの初演を聞いて感激したドイツのサクソフォーン奏者ジーグルト・ラッシャー（en:Sigurd Rascher、1907年 - 2001年）の依頼によって1934年の春に作曲され:4、曲はラッシャーに捧げられている。1934年11月26日にスウェーデンのニュヒェーピングの聖ニコライ教会 (sv:Sankt Nicolai kyrka, Nyköping) でラッシャー独奏、トルド・ベナー指揮ノールショピング交響楽団によって初演された:6。グラズノフ本人が生前に演奏を聞く機会があったかどうかは明らかでない:7。

### 出版
アルフォンス・ルデュック（パリ、1936年）
長年これが唯一の版だったが、2010年にベーレンライターからグラズノフの自筆原稿とラッシャーによる演奏にもとづいた新しい版が出版された:1。
ベーレンライター版にはルデュック版のカデンツァのほかに、短縮版カデンツァ、およびラッシャーによるまったく異なるカデンツァの3種類が載せられている:11。ほかにフランスの作曲家クリスティアン・ローバ (Christian Lauba) によるカデンツァもある:56-57。

### 編成
アルト・サクソフォーン（まれにヴィオラによって演奏される場合あり）、弦楽5部

### 演奏時間
約15分

## 楽曲
切れ目なく演奏される単一楽章の作品だが、大きく3つの部分に分かれている。それら3つの部分が急 - 緩 - 急の構成になっていることを考え合わせると、古典的な協奏曲の形式の再構成と考えることができる。ただ、作曲技法上は、「第1楽章」に登場する2つの主題のモチーフを変形・発展させる形で他の部分の主題が形成されていることによって、全曲に構成上をもたらす手法がとられていることに注目すべきだろう。以下ではそれぞれの部分を便宜的に楽章と呼ぶ。

### 第1楽章
アレグロ・モデラート、変ホ長調、4/4拍子。弦のユニゾンが直ちに第1主題を演奏して楽曲が開始される。引き続いてサクソフォーンが主題を変形させつつ反復する。この主題に含まれるいくつかの要素は、変形されつつ全曲の主題に登場し、展開が図られることになる。第2主題ではアレグレット・スケルツァンド、ト短調に転じる。第2主題の音階的なパッセージの要素が次第に拡大し、急速に下降する音形で半ば唐突に曲は打ち切られる。

### 第2楽章
アンダンテ、変ハ長調、3/4拍子。第1楽章第1主題の要素から発展した主題から始まり、サクソフォーンのカデンツァにつづく。カデンツァの末尾からは、第1楽章第2主題の変形の断片が繰り返されるうちに12/8拍子のフーガ主題に発展し、最終楽章に移行する。

### 第3楽章
サクソフォーンにあらわれたフーガ主題は弦楽に引き継がれ、次いで第2楽章の主題も組み合わされて、対位法のテクスチュアを織りなす。今までに現れた主題の再現と回顧を繰り返すうちに、第1楽章第1主題の要素が優勢になり、曲が閉じられる。